# ولش کن! (داستان کوتاه)
«ولش کن!» (آلمانی: Gibs auf!) داستانی کوتاه از فرانتس کافکا است که بین سال‌های ۱۹۱۷ و ۱۹۲۳ نوشته شد.